# Peter Petersen Freuchen
 Ikke at forveksle med Peter Freuchen.
Peter Petersen Freuchen (født 16. marts 1827 i Magleby på Møn, død 24. maj 1894 på Frederiksberg) var professor i landmåling ved Den Kongelige Veterinær- og Landbohøjskole.
Freuchen blev 1845 student fra Sorø Akademi og tog 1852 eksamen i anvendt naturvidenskab ved den polytekniske læreanstalt. Samme år blev han konstitueret adjunkt ved Aarhus Katedralskole, men denne stilling opgav han for 1. juli 1858 at overtage posten som lærer i landmåling ved Landbohøjskolen. Han havde denne stilling frem til sin død. Han udviklede bl.a. teoretisk undervisning i landmåling, og særligt den økonomiske del af dette. Han har skrevet enkelte afhandlinger i matematiske og naturvidenskabelige tidsskrifter samt dels trykte, dels autograferede lærebøger i landmåling.
1888 blev Freuchen æresmedlem af Landinspektørforeningen, 1873 Ridder af Dannebrog og 1883 Dannebrogsmand.
Han er begravet på Solbjerg Parkkirkegård. Han er gengivet på et litografi af Harald Jensen 1868, efter fotografi af Jens Petersen 1866.